# Condado de Ozaukee
El condado de Ozaukee (en inglés: Ozaukee County), fundado en 1848, es uno de 72 condados del estado estadounidense de Wisconsin. En el año 2000, el condado tenía una población de 82,317 habitantes y una densidad poblacional de 137 personas por km². La sede del condado es Port Washington. El condado recibe su nombre por una palabra Ojibwe de la tribu Sauk. 

## Geografía
Según la Oficina del Censo, el condado tiene un área total de 2,890 km², de la cual 601 km² es tierra y 2,290 km² (79.22%) es agua.

### Condados adyacentes
- Condado de Sheboygan (norte)
- Condado de Milwaukee (sur)
- Condado de Waukesha (suroeste)
- Condado de Washington (oeste)

## Demografía
En el censo de 2000, había 82,317 personas, 30,857 hogares y 23,019 familias residiendo en el condado. La densidad poblacional era de 137 personas por km². En el 2000 había 32,034 unidades habitacionales en una densidad de 53 por km². La demografía del condado era de 96.72% blancos, 0.93% afroamericanos, 0.20% amerindios, 1.07% asiáticos, 0,03% isleños del Pacífico, 0.34% de otras razas y 0.73% de dos o más razas. 1.30% de la población era de origen hispano o latino de cualquier raza.

## Localidades

### Ciudades, pueblos y villas
- Cedarburg
- Mequon
- Port Washington

### Villas
- Bayside (parcial)
- Belgium
- Fredonia
- Grafton
- Newburg (parcial)
- Saukville
- Thiensville

### Pueblos
- Belgium
- Cedarburg
- Fredonia
- Grafton
- Port Washington
- Saukville

### Áreas no incorporadas
- Dacada (parcial)
- Freistadt
- Holy Cross
- Knellsville
- Lake Church
- Lakefield
- Little Kohler
- Ulao
- Waubeka